# Musiivka, Rujîn
Musiivka (în ucraineană Мусіївка) este un sat în comuna Verhivnea din raionul Rujîn, regiunea Jîtomîr, Ucraina.

## Demografie
Componența lingvistică a localității Musiivka
     Ucraineană (99,14%)
     Alte limbi (0,86%)
Conform recensământului din 2001, majoritatea populației localității Musiivka era vorbitoare de ucraineană (99,14%), existând în minoritate și vorbitori de alte limbi.